# ミッドナイトパンプキン (RCカー)
ミッドナイトパンプキンとは、田宮模型（現・タミヤ）より発売された電動ラジオコントロールカーの名称である。

## 概要
発売は1987年。同年にリリースされたランチボックスとは共通シャーシーの兄弟車関係となる。2006年にはメッキボディを搭載したメタリックスペシャルがリリースされるなど、数回の再販を繰り返し、2021年現在も販売されている息の長い人気モデルのひとつである。
1950年代のアメリカン･ピックアップトラックをイメージさせるボディと謳われているがフォードF100をモデルとしているとされている。

## 主な仕様
- 全長385mm
- 全幅290mm
- 全高260mm
- サスペンション
  - F / スイングアクスル独立式
  - R / ローリングリジッドタイプ
- タイヤ・ホイール
  - 直径115mmのソフトな中空ゴム製タイヤ
  - 大径ワンピースホイール
- 原動機：電気直流モーター、マブチ・RS-540
- ボディ：耐衝撃性スチロール樹脂製
- 駆動形式：後輪二輪駆動
- 搭載バッテリー（別売り）：7.2Vストレートパックを横置きで搭載
- 本体重量約1600g